# Potemnemus detzneri
Potemnemus detzneri är en skalbaggsart som beskrevs av Kriesche 1923. Potemnemus detzneri ingår i släktet Potemnemus och familjen långhorningar. Inga underarter finns listade i Catalogue of Life.